# 相良氏法度
相良氏法度，是日本战国时代肥后国大名相良氏制定的分国法。
明应2年（1493年），相良为续（相良為続）订立《相良氏法度七条》（「相良氏法度七条」），相良长每又制定了相良氏法度13条新法度，弘治元年（1555年），相良晴广建立了《相良氏法度二十一条》。

## 主要内容
- 规定土地买卖
- 人返条款
- 水资源利用的规定
- 禁止一向宗